# Jörg Pilawa
Jörg Pilawa (Hamburg, 7 september 1965) is een Duits televisiepresentator. Pilawa begon zijn carrière in 1994 bij de zender ProSieben met de show 2 gegen 2. Tegenwoordig is Pilawa vooral bekend van de populaire show Das Quiz mit Jörg Pilawa, die al vanaf 2001 een groot succes is in Duitsland en van dinsdag tot en met vrijdag op de zender ARD wordt uitgezonden. Verder is hij bekend van shows zoals Frag doch mal die Maus, Starquiz en Pilawas große Weltreise. In 2011 stapte Pilawa over naar de zender ZDF waar hij elke woensdag - om de 2 weken - de quiz Rette die million presenteert.
In mei 2016 werd bekend dat Jörg Pilawa vanaf heden Alexander Mazza vervangt bij de "Silvesterstadl". Hij gaat samen met Francine Jordi de presentatie verzorgen. 